# Gaston Van Hazebroeck
Gaston Van Hazebroeck, född 1906 i Ingelmunster, död 1989 i Kalifornien, var en belgisk hastighetsåkare på skridskor. Han deltog i de olympiska spelen i Chamonix 1924. Som bäst kom han på sjuttonde plats på 1 500 meter och på 5 000 meter. Han emigrerade till USA och blev amerikansk medborgare 1930.